# Natação no Campeonato Mundial de Esportes Aquáticos de 2019 - 100 m peito feminino
A prova dos 100 metros peito feminino da natação no Campeonato Mundial de Esportes Aquáticos de 2019 ocorreu nos dias 22 de julho e 23 de julho, em Gwangju, na Coreia do Sul. 

## Recordes
Antes desta competição, os recordes mundiais e do campeonato nesta prova eram os seguintes:
| Tipo                  | Atleta     | Tempo   | Local     | Data                |
| --------------------- | ---------- | ------- | --------- | ------------------- |
|                       | Lilly King | 1:04.13 | Budapeste | 25 de julho de 2017 |
| Recorde do campeonato | Lilly King | 1:04.13 | Budapeste | 25 de julho de 2017 |

## Medalhistas
| Ouro             | Prata                 | Bronze                |
| Lilly King (USA) | Yuliya Yefimova (RUS) | Martina Carraro (ITA) |

## Cronograma
Todos os horários são locais (UTC+9). 
| Data        | Hora  | Evento        |
| ----------- | ----- | ------------- |
| 22 de julho | 10:38 | Eliminatórias |
| 22 de julho | 20:29 | Semifinal     |
| 23 de julho | 21:47 | Final         |

## Resultados

### Eliminatórias
Esses foram os resultados das eliminatórias. Foram realizadas no dia 22 de julho com início às 10:38. 
| Pos. | Bateria | Raia | Nadadora                | Nacionalidade                   | Tempo   | Notas |
| ---- | ------- | ---- | ----------------------- | ------------------------------- | ------- | ----- |
| 1    | 5       | 4    | Lilly King              | Estados Unidos                  | 1:06.31 | Q     |
| 2    | 6       | 4    | Yuliya Yefimova         | Rússia                          | 1:06.58 | Q     |
| 3    | 6       | 2    | Martina Carraro         | Itália                          | 1:06.62 | Q     |
| 4    | 6       | 3    | Tatjana Schoenmaker     | África do Sul                   | 1:06.76 | Q     |
| 5    | 4       | 4    | Reona Aoki              | Japão                           | 1:06.81 | Q     |
| 6    | 5       | 2    | Yu Jingyao              | China                           | 1:06.91 | Q     |
| 7    | 5       | 3    | Arianna Castiglioni     | Itália                          | 1:07.09 | Q     |
| 8    | 5       | 6    | Alia Atkinson           | Jamaica                         | 1:07.25 | Q     |
| 9    | 6       | 8    | Fanny Lecluyse          | Bélgica                         | 1:07.27 | Q,    |
| 10   | 6       | 7    | Lisa Mamie              | Suíça                           | 1:07.30 | Q,    |
| 11   | 6       | 6    | Jessica Vall            | Espanha                         | 1:07.32 | Q     |
| 12   | 6       | 5    | Jessica Hansen          | Austrália                       | 1:07.38 | Q     |
| 13   | 4       | 7    | Molly Renshaw           | Reino Unido                     | 1:07.43 | Q     |
| 14   | 4       | 5    | Anna Belousova          | Rússia                          | 1:07.56 | Q     |
| 15   | 4       | 1    | Alina Zmushka           | Bielorrússia                    | 1:07.69 | Q     |
| 16   | 5       | 5    | Micah Sumrall           | Estados Unidos                  | 1:07.81 | Q     |
| 17   | 4       | 6    | Tes Schouten            | Países Baixos                   | 1:08.01 |       |
| 18   | 4       | 3    | Kierra Smith            | Canadá                          | 1:08.05 |       |
| 19   | 4       | 8    | Ida Hulkko              | Finlândia                       | 1:08.34 |       |
| 20   | 5       | 7    | Sophie Hansson          | Suécia                          | 1:08.39 |       |
| 21   | 5       | 9    | Back Su-yeon            | Coreia do Sul                   | 1:08.52 |       |
| 22   | 5       | 8    | Kotryna Teterevkova     | Lituânia                        | 1:08.64 |       |
| 22   | 6       | 0    | Anna Sztankovics        | Hungria                         | 1:08.64 |       |
| 24   | 6       | 1    | Yeung Jamie Zhen Mei    | Hong Kong                       | 1:08.70 |       |
| 24   | 6       | 9    | Anna Elendt             | Alemanha                        | 1:08.70 |       |
| 26   | 3       | 5    | Maria Romanjuk          | Estónia                         | 1:08.95 |       |
| 27   | 3       | 4    | Phee Jinq En            | Malásia                         | 1:09.05 |       |
| 27   | 3       | 6    | Viktoriya Zeynep Güneş  | Turquia                         | 1:09.05 |       |
| 29   | 4       | 0    | Matilde Schroder        | Dinamarca                       | 1:09.62 |       |
| 30   | 5       | 0    | Weronika Hallmann       | Polónia                         | 1:09.72 |       |
| 31   | 4       | 2    | Shi Jinglin             | China                           | 1:09.88 |       |
| 32   | 3       | 0    | Ema Rajić               | Croácia                         | 1:10.10 |       |
| 33   | 3       | 3    | Tatiana Chișca          | Moldávia                        | 1:10.16 |       |
| 33   | 5       | 1    | Niamh Coyne             | Irlanda                         | 1:10.16 |       |
| 35   | 3       | 1    | Margaret Higgs          | Bahamas                         | 1:10.65 |       |
| 36   | 4       | 9    | Lin Pei-wun             | Taipé Chinesa                   | 1:10.74 |       |
| 37   | 2       | 4    | Nàdia Tudó Cubells      | Andorra                         | 1:11.53 |       |
| 38   | 3       | 8    | María Jiménez Peon      | México                          | 1:11.83 |       |
| 39   | 3       | 2    | Anandia Evato           | Indonésia                       | 1:12.96 |       |
| 40   | 3       | 7    | Adelaida Pchelintseva   | Cazaquistão                     | 1:13.24 |       |
| 41   | 2       | 2    | Lei On Kei              | Macau                           | 1:14.11 |       |
| 42   | 3       | 9    | Tilka Paljk             | Zâmbia                          | 1:15.02 |       |
| 43   | 2       | 6    | Maria Brunlehner        | Quênia                          | 1:15.09 |       |
| 44   | 1       | 3    | Jayla Pina              | Cabo Verde                      | 1:16.00 |       |
| 45   | 2       | 8    | Tilali Scanlan          | Samoa Americana                 | 1:16.03 |       |
| 46   | 2       | 7    | Moana Wind              | Fiji                            | 1:16.56 |       |
| 47   | 1       | 2    | Darya Semyonova         | Turquemenistão                  | 1:16.73 |       |
| 48   | 2       | 5    | Amy Micallef            | Malta                           | 1:17.06 |       |
| 49   | 2       | 3    | Kirsten Fisher-Marsters | Ilhas Cook                      | 1:17.19 |       |
| 50   | 1       | 6    | Chinelo Iyadi           | Nigéria                         | 1:20.48 |       |
| 51   | 1       | 7    | Evita Leter             | Suriname                        | 1:20.89 |       |
| 52   | 2       | 0    | Mishael Ayub            | Paquistão                       | 1:22.76 |       |
| 53   | 2       | 9    | Taeyanna Adams          | Estados Federados da Micronésia | 1:26.13 |       |
| 54   | 2       | 1    | Nooran Ba Matraf        | Iêmen                           | 1:26.30 |       |
| 55   | 1       | 4    | Sajina Aishath          | Maldivas                        | 1:27.10 |       |
| 56   | 1       | 5    | Mariana Touré           | Guiné                           | DNS     | DNS   |

### Semifinal
Esses foram os resultados das semifinais. Foram realizadas no dia 22 de julho com início às 20:29 
Semifinal 1
| Pos. | Raia | Nadadora            | Nacionalidade  | Tempo   | Notas            |
| ---- | ---- | ------------------- | -------------- | ------- | ---------------- |
| 1    | 4    | Yuliya Yefimova     | Rússia         | 1:05.56 | Q                |
| 2    | 5    | Tatjana Schoenmaker | África do Sul  | 1:06.61 | Q                |
| 3    | 3    | Yu Jingyao          | China          | 1:06.85 | Q                |
| 4    | 7    | Jessica Hansen      | Austrália      | 1:06.98 |                  |
| 5    | 2    | Lisa Mamie          | Suíça          | 1:07.11 | Recorde nacional |
| 6    | 6    | Alia Atkinson       | {{JAM}         | 1:07.11 |                  |
| 7    | 1    | Anna Belousova      | Rússia         | 1:07.17 |                  |
| 8    | 8    | Micah Sumrall       | Estados Unidos | 1:07.94 |                  |

Semifinal 1
| Pos. | Raia | Nadadora            | Nacionalidade  | Tempo   | Notas |
| ---- | ---- | ------------------- | -------------- | ------- | ----- |
| 1    | 4    | Lilly King          | Estados Unidos | 1:05.66 | Q     |
| 2    | 3    | Reona Aoki          | Japão          | 1:06.30 | Q     |
| 3    | 5    | Martina Carraro     | Itália         | 1:06.39 | Q,    |
| 4    | 1    | Molly Renshaw       | Reino Unido    | 1:06.73 | Q     |
| 5    | 2    | Fanny Lecluyse      | Bélgica        | 1:06.97 | QSO,  |
| 6    | 6    | Arianna Castiglioni | Itália         | 1:06.97 | QSO   |
| 7    | 7    | Jessica Vall        | Espanha        | 1:07.46 |       |
| 8    | 8    | Alina Zmushka       | Bielorrússia   | 1:07.69 |       |

Desempate
O desempate para a final ocorreu dia 22 de julho às 21:31. 
| Posição | Raia | Nadadora            | Nacionalidade | Tempo   | Notas |
| ------- | ---- | ------------------- | ------------- | ------- | ----- |
| 1       | 5    | Arianna Castiglioni | Itália        | 1:06.39 | Q, =  |
| 2       | 4    | Fanny Lecluyse      | Bélgica       | 1:07.22 |       |

### Final
A final foi realizada em 23 de julho às 21:47. 
| Pos.              | Raia | Nadadora            | Nacionalidade  | Tempo   | Notas            |
| ----------------- | ---- | ------------------- | -------------- | ------- | ---------------- |
| Medalha de ouro   | 5    | Lilly King          | Estados Unidos | 1:04.93 |                  |
| Medalha de prata  | 4    | Yuliya Yefimova     | Rússia         | 1:05.49 |                  |
| Medalha de bronze | 6    | Martina Carraro     | Itália         | 1:06.36 | Recorde nacional |
| 4                 | 3    | Reona Aoki          | Japão          | 1:06.40 |                  |
| 5                 | 1    | Yu Jingyao          | China          | 1:06.56 |                  |
| 6                 | 2    | Tatjana Schoenmaker | África do Sul  | 1:06.60 |                  |
| 7                 | 7    | Molly Renshaw       | Reino Unido    | 1:06.96 |                  |
| 8                 | 8    | Arianna Castiglioni | Itália         | 1:07.06 |                  |

Legenda
| Recorde mundial       | Recorde mundial (World record)               |                       | Recorde africano                      | Recorde africano (African) |                                           | Q | Classificado por posição (Qualified) |
| Recorde do campeonato | Recorde do campeonato (Championship record)  | Recorde da América    | Recorde da América (Americas)         | q                          | Classificado por melhor tempo (Qualified) |   |                                      |
| Melhor marca do ano   | Melhor marca do ano (World leading)          | Recorde asiático      | Recorde asiático (Asian)              | DNS                        | Não largou (Did not start)                |   |                                      |
| Recorde nacional      | Recorde nacional (National record)           | Recorde europeu       | Recorde europeu (European)            | DNF                        | Não terminou (Did not finish)             |   |                                      |
| Recorde pessoal       | Recorde pessoal do atleta (Personal best)    | Recorde da Oceania    | Recorde da Oceania (Oceania)          | DSQ / DQ                   | Desclassificado (Disqualified)            |   |                                      |
| Recorde da temporada  | Recorde da temporada do atleta (Season best) | Recorde sul-americano | Recorde sul-americano (South America) | NM                         | Sem marca (No mark)                       |   |                                      |